# Botjka
Botjka (ryska: бочка, fat eller tunna) är ett gammalt rymdmått i Ryssland, motsvarande 40 vedro eller 491,972 liter. Måttet som brukades för våta varor försvann i samband med decimalsystemets införande och är numera officiellt avskaffat.